# Nadsańska Droga św. Jakuba
Nadsańska Droga św. Jakuba – jeden ze szlaków w ramach paneuropejskich dróg św. Jakuba. Prowadzi z Bielin, przez Ulanów i Stalową Wolę do Sandomierza. 
Droga św. Jakuba poprowadzona jest na tym odcinku wzdłuż rzeki San, z dala od ruchu ulicznego. Jej długość wynosi 61,4 km. Droga łączy w sobie jedne z najstarszych parafii w tym regionie: parafię św. Wojciecha w Bielinach oraz parafię św. Jakuba w Sandomierzu. Pracami nad wytyczeniem szlaku zajęli się członkowie Bractwa św. Jakuba w Ulanowie. Podobnie jak inne szalki św. Jakuba, droga ta oznakowana jest żółtą muszlą na niebieskim tle.

## Przebieg Szlaku
Bieliny – Ulanów  – Nisko – Stalowa Wola – Zaleszany – Sandomierz. Istnieją dwie propozycje podziału szlaku na etapy:
Pierwszy wariant etapów:
- Bieliny – Stalowa Wola (33 km)
- Stalowa Wola – Sandomierz (27 km)

Drugi wariant etapów:
- Bieliny – Nisko (22 km)
- Nisko – Turbia (18 km)
- Turbia – Sandomierz (20 km)

## Obiekty na Szlaku
Rozpoczynając od Bielin, na trasie szlaku można wyróżnić następujące obiekty:
| Tytuł                                                                                          | Etap                                                                        | Adres                                              | Opis | Rodzaj obiektu     | Zdjęcie |
| Bieliny, Sanktuarium pw. Św. Wojciecha                                                         | Nadsańska 01. Bieliny – Stalowa Wola                                        | 37-410 Ulanów, Bieliny,ul.Św. Wojciecha 29         | | kościół            |         |
| Bieliny, Dwór Mniszchów                                                                        | Nadsańska 01. Bieliny – Stalowa Wola                                        | 37-410 Ulanów, Bieliny, ul.Parkowa 4               | Zespół dworsko-pałacowy z XVII wieku, odnowiony w 2022 roku, obecnie służy jako centrum kulturalno-edukacyjne. W jego ramach organizowane są warsztaty, szkolenia, spotkania, wystawy i koncerty.                                                        | ciekawe miejsce    |         |
| Bieliny, Wysoki Ląd                                                                            | Nadsańska 01. Bieliny – Stalowa Wola                                        | 37-410 Ulanów, Bieliny, ul.Świętego Wojciecha      | Miejsce pierwszej osady i drewnianego kościoła, związane z kultem św. Wojciecha. | ciekawe miejsce    |         |
| Bieliniec, Kościół pw. Matki Kościoła                                                          | Nadsańska 01. Bieliny – Stalowa Wola                                        | 37-410 Ulanów,Bieliniec, ul. Św.Jana Pawła II 15   | | kościół            |         |
| Ulanów, Bractwo Flisackie pw. Św. Barbary                                                      | Nadsańska 01. Bieliny – Stalowa Wola                                        | 37-410 Ulanów,ul. Bieliniecka 1                    | | ciekawe miejsce    |         |
| Ulanów, Muzeum Rzeźby Andrzeja Pityńskiego                                                     | Nadsańska 01. Bieliny – Stalowa Wola                                        | 37-410 Ulanów,ul. Bieliniecka 1                    | | muzeum             |         |
| Ulanów, Kościół pw. Św. Jana Chrzciciela i św. Barbary                                         | Nadsańska 01. Bieliny – Stalowa Wola                                        | 37-410 Ulanów,ul. Kościelna 29                     | | kościół            |         |
| Ulanów, Muzeum Flisactwa Polskiego                                                             | Nadsańska 01. Bieliny – Stalowa Wola                                        | 37-410 Ulanów,ul. Rynek 4                          | Jedyne w Polsce muzeum flisactwa i historii Ulanowa, nazywanego „Małym Gdańskiem” | muzeum             |         |
| Ulanów, Bractwo Św. Jakuba                                                                     | Nadsańska 01. Bieliny – Stalowa Wola                                        | 37-410 Ulanów,ul. Rynek 8                          | | bractwo            |         |
| Ulanów, Cypel                                                                                  | Nadsańska 01. Bieliny – Stalowa Wola                                        | 37-410 Ulanów,ul. Sandomierska                     | Miejsce zbiegu dwóch rzek – Sanu i Tanwi. | ciekawe miejsce    |         |
| Ulanów, Kościół pw. Trójcy Przenajświętszej                                                    | Nadsańska 01. Bieliny – Stalowa Wola                                        | 37-410 Ulanów,ul.Św. Trójcy 8                      | Drewniany kościół należący do Parafii Ulanów. Wewnątrz kościoła znajdują się barokowe organy piszczałkowe. | kościół            |         |
| Nisko, Kościół pw. Św. Józefa Opiekuna Rodzin                                                  | Nadsańska 01. Bieliny – Stalowa Wola                                        | 37-400 Nisko, ul. Mickiewicza 3                    | | kościół            |         |
| Nisko, Kościół pw. Matki Bożej Fatimskiej                                                      | Nadsańska 01. Bieliny – Stalowa Wola                                        | 37-400 Nisko, ul. Tysiąclecia 24                   | | kościół            |         |
| Stalowa Wola, Kościół Rzymskokatolicki pw. Matki Bożej Różańcowej                              | Nadsańska 01.Bieliny – Stalowa Wola, Nadsańska 02.Stalowa Wola – Sandomierz | 37-450 Stalowa Wola, ul. Energetyków 20            | | kościół            |         |
| Stalowa Wola, Bazylika Konkatedralna pw. Matki Bożej Królowej Polski                           | Nadsańska 01.Bieliny – Stalowa Wola, Nadsańska 02.Stalowa Wola – Sandomierz | 37-450 Stalowa Wola, Księdza Jerzego Popiełuszki 4 | | konkatedra         |         |
| Stalowa Wola, Muzeum Jana Pawła II                                                             | Nadsańska 01.Bieliny – Stalowa Wola, Nadsańska 02.Stalowa Wola – Sandomierz | Księdza Jerzego Popiełuszki 4, 37-450 Stalowa Wola | | muzeum             |         |
| Stalowa Wola, Kościół pw. św. Jana Pawła II                                                    | Nadsańska 01.Bieliny – Stalowa Wola, Nadsańska 02.Stalowa Wola – Sandomierz | 37-450 Stalowa Wola, ul. Ofiar Katynia 6           | | kościół            |         |
| Stalowa Wola, Kościół Trójcy Przenajświętszej                                                  | Nadsańska 01.Bieliny – Stalowa Wola, Nadsańska 02.Stalowa Wola – Sandomierz | 37-450 Stalowa Wola, ul. Ofiar Katynia 57          | | kościół            |         |
| Stalowa Wola, Klasztor Braci Mniejszych i Kościół Rzymskokatolicki p.w. Zwiastowania Pańskiego | Nadsańska 01.Bieliny – Stalowa Wola, Nadsańska 02.Stalowa Wola – Sandomierz | 37-450 Stalowa Wola, ul. Klasztorna 27             | Kościół z 1753 r., wzniesiony w stylu baroku toskańskiego, charakterystycznym dla kościołów kapucyńskich, którego fundatorem był Jerzy Lubomirski. Krypta klasztorna jest miejscem spoczynku przedstawicieli kilku pokoleń książęcego rodu Lubomirskich. | kościół            |         |
| Stalowa Wola, pw. Matki Bożej Szkaplerzej                                                      | Nadsańska 01.Bieliny – Stalowa Wola, Nadsańska 02.Stalowa Wola – Sandomierz | 37-450 Stalowa Wola, ul. Piotra Ściegiennego 20,   | | kościół            |         |
| Stalowa Wola, Muzeum Regionalne w Stalowej Woli                                                | Nadsańska 01.Bieliny – Stalowa Wola, Nadsańska 02.Stalowa Wola – Sandomierz | 37-450 Stalowa Wola, ul. Sandomierska 1,           | | muzeum             |         |
| Turbia, Kościół pw. św. Leonarda                                                               | Nadsańska 02. Stalowa Wola – Sandomierz                                     | 37-416 Turbia, Sandomierska 43                     | | kościół            |         |
| Zbydniów, Kościół pw. Podwyższenia Krzyża Świętego                                             | Nadsańska 02. Stalowa Wola – Sandomierz                                     | 37-415 Zaleszany, ul. Księdza Nai 30               | | kościół            |         |
| Zaleszany, Kościół pw. św. Mikołaja Biskupa                                                    | Nadsańska 02. Stalowa Wola – Sandomierz                                     | 37-415 Zaleszany, ul. Kościuszki 13                | | kościół            |         |
| Gorzyce, Kościół pw. św. Franciszka Salezego                                                   | Nadsańska 02. Stalowa Wola – Sandomierz                                     | 39-432 Gorzyce, ul. Piłsudskiego 29                | | kościół            |         |
| Sandomierz, Centrum Informacji Turystycznej                                                    | Nadsańska 02. Stalowa Wola – Sandomierz                                     | 27-600 Sandomierz, Rynek 20                        | | informacja         |         |
| Sandomierz, Katedra pw. Narodzenia NMP                                                         | Nadsańska 02. Stalowa Wola – Sandomierz                                     | 27-600 Sandomierz, ul. Katedralna 1                | | katedra            |         |
| Sandomierz, Kościół pw. św. Jakuba Apostoła                                                    | Nadsańska 02. Stalowa Wola – Sandomierz                                     | 27-600 Sandomierz, ul. Staromiejska 3              | | kościół św. Jakuba |         |
| Sandomierz, Podziemna Trasa Turystyczna                                                        | Nadsańska 02. Stalowa Wola – Sandomierz                                     | 27-600 Sandomierz, Rynek 10                        | | muzeum             |         |
| Sandomierz, Dom Długosza                                                                       | Nadsańska 02. Stalowa Wola – Sandomierz                                     | 27-600 Sandomierz, ul. Jana Długosza 9             | | muzeum             |         |